# ドゥレーブィ族
ドゥレーブィ族（ドゥレビ族）（教会スラヴ語: Дулѣби、ウクライナ語: Дуліби、ベラルーシ語: Дулебы、ロシア語: Дулебы）は6世紀 - 10世紀初頭の東スラヴ民族の部族連合の1つである。
ドゥレーブィ族はプラハ文化・コルチャク文化のクルガンと関係している。またジムニヴシク城址(uk)はドゥレーブィ族の鍛冶工業の中心地として注目すべき史跡である。
オレグ・トルバチェフ(ru)の説では、ドゥレーブィ族の名はゲルマン系の言語に由来するものであり、それは隣接していた古代西ゲルマン民族の分布圏（ヴィェルバルク文化）から証明されるという。また、ドゥレーブィ族はヴォルィニャーネ族・ブジャーネ族・ドレヴリャーネ族・ドレゴヴィチ族と、おそらく一部のポリャーネ族の祖先にあたるとみなす説がある。
ドゥレーブィ族は7世紀にアヴァール人の侵略にさらされた。907年にはキエフ大公オレグの東ローマ遠征(ru)に、ヴァリャーグや他の東スラヴの部族と共に参加した。この遠征はキエフ大公国側に利する和平条約（ルーシ・ビザンツ条約 (907)）の締結をもって終結した。その後、10世紀半ばにドゥレーブィ族（史料の上ではこのときは既にヴォルィニャーネ族・ブジャーネ族と呼ばれていた）はキエフ大公国に組み込まれた。